# حوسين كاظيمي
حوسين كاظيمي (3 أكتوبر 1979 بطهران في إيران - ) هو لاعب كرة قدم إيراني في مركز الوسط. شارك مع منتخب إيران لكرة القدم. أما مع النوادي، فقد لعب مع نادي ألومينيوم هرمزغان ونادي استقلال طهران ونادي راه آهن ونادي سايبا ونادي سباهان أصفهان ونادي ستيل آذين ونادي فجر شهيد سباسي ونادي مس كرمان.

## وصلات خارجية
- حوسين كاظيمي على موقع الاتحاد الدولي (مؤرشف)  (الإنجليزية)
- حوسين كاظيمي على موقع قاعدة بيانات كرة القدم.إي يو (الإنجليزية)